# 渡干城
渡 干城（わたり たてき、1881年〈明治14年〉6月 - 没年不明）は、大正期から昭和初期の銀行家。武州銀行東京支店支配人を務めた。父は元老院議官や貴族院議員を務めた渡正元。

## 経歴
貴族院議員・錦鶏間祗候を務めた渡正元の次男として生まれる。早稲田大学を卒業後、1906年に日本銀行へ入行し、1921年に武州銀行東京支店の支配人となる。
弟の渡正監（上海共同租界警視総監）を養子に迎えた。

## 親族
- 父：渡正元 - 貴族院議員・錦鶏間祗候[1]
- 母：松根セツ[1]
- 妻：みつ - 浅田徳則次女[1]
- 祖父：松根図書 - 宇和島藩家老[1]
- 義伯父：伊達宗敦（華族、男爵）[1]
- 伯母：松根萬喜子[1]
- 伯父：松根權六[1]
- 弟：渡久雄 - 陸軍中将[1]
- 弟：渡左近 - 陸軍中将[1]
- 弟：渡正監 - 警視総監[1]
- 浅田徳則（貴族院勅撰議員）[1]
- 笠井庄兵衞（東京府会議員，東京市会議員）[1]